# 稲垣みさお
稲垣 みさお（いながき みさお、2月17日 - ）は、日本の漫画家。茨城県水戸市出身。
リイド社『恐怖の館DX』16号（1994年2月発行）にて「復讐」でデビュー。以後、『ホラーM』（ぶんか社）等でホラー漫画を執筆している。

## 作品リスト
- リング（角川書店、上下巻）
- 猟奇伝説アルカード（リイド社、全4巻）
- アルカード 漆黒の真実編（リイド社、全1巻）
- リング（角川書店）
- 死体処理請負人アマネ（角川書店、1巻）
- 死体処理請負人アマネ 完結編（ソフトマジック）
- 夫婦で欝るんです―それでも育児は可能です!!（少年画報社）
- ソーウツ夫を救え‼︎ウツな私の熱血ライフ（竹書房）
- Kちゃんねる（リイドカフェ）
- 私のビョーキはトリプル（NPOコンボ、メンタルヘルスマガジン こころの元気+）
- 霧が晴れた時（小松左京）
- 狂悪殺人録〜一家監禁殺害事件〜（恐ろし屋）
- 監殺家族1（kindle）